# Knjižnica Fakultete za gradbeništvo in geodezijo
 Knjižnica Fakultete za gradbeništvo in geodezijo  je visokošolska knjižnica z 90.letno tradicijo in bogatim knjižničnim fondom. Svoje prostore ima na dveh lokacijah. Glavna je na Jamovi 2, kjer hranijo in posredujejo gradivo s področij gradbeništva, geodezije, deloma tudi arhitekture. Druga lokacija pa je na Hajdrihovi 28, kjer hranijo in posredujejo gradivo s področij okoljskega gradbeništva in komunalnega inženirstva.

## Zgodovina
Predhodnice knjižnice Fakultete za gradbeništvo in geodezijo so bile v letih od 1919 do 1970 organizirane znotraj oddelkov, odsekov in kateder v stavbi fakultete na Hajdrihovi ulici. Obstajalo je sedem enot, najbolje organizirana je bila knjižnica hidrotehničnega odseka, ki je imela največ knjižnih enot (6783 enot v letu 1968) in urejene kataloge.
Knjižnični fond vseh knjižnic skupaj je obsegal 18.000 enot. Delo knjižnic je koordiniral knjižnični odbor, v katerem so bili predstavniki kateder. Ta organ obstaja še danes.
Leta 1970, po vselitvi fakultete v nove prostore na Jamovi 2 v Ljubljani, je bila ustanovljena enotna knjižnica za gradbeni in geodetsko-komunalni oddelek. Knjižnica hidrotehničnega odseka je ostala na prvotni lokaciji, kjer je od leta 2004 organiziran prenovljen dislocirani oddelek knjižnice z urejeno čitalnico, izposojevališčem in arhivom. 
Enotni katalog gradiva je od leta 1996 v računalniško podprtem vzajemnem sistemu COBISS, ki omogoča centralizacijo in modernizacijo postopkov.

## Gradivo/Zbirke
Celoten knjižnični fond je leta 2010 znašal 62.000 enot knjižničnega gradiva, 40.000 je monografij, dodatnih 7.500 je visokošolskih zaključnih del, 1.500 enot je neknjižnega gradiva, ostalo 12.000 enot so letniki revij.
Na obeh lokacijah je organiziran prost pristop do gradiva v skupnem obsegu 31.000 enot. 
Naročenih imajo 128 mednarodnih  revij, od tega jih je 100 tudi elektronsko dostopnih. 75 revij od 128 naročenih je mednarodno odmevnih.
Zbirka starih gradbeniških diplom obsega 2.500 enot. 
Zbirka slovenskih starih gradbeniških doktoratov (obdobje 1954-1991), zajema 20 enot in starih mednarodnih gradbeniških doktoratov (obdobje 1954-1990) zajema 72 enot.
Zbirka starih gradbeniških magistrskih del (obdobje 1977-1992) zajema 30 enot, 28 slovenskih  in 2 mednarodni magistrski deli.

## Izposoja/Dejavnosti/storitve
Knjižnica ima dve čitalnici, čitalnica na Jamovi cesti 2 razpolaga s 50 sedeži in 5 rečunalniki za uporabnike, čitalnica na Hajdrihovi ulici 28 pa razpolaga s 15 sedeži in 2 računalniškima mestoma. V obeh prostorih je uporabnikom na voljo brezžično omrežje Eduroam za dostop do medmrežja in podatkovnih zbirk. V računalniških učilnicah je študentom na voljo dodatni 101 računalnik z dostopom do medmrežja, 9 tiskalnikov in 2 optična čitalca. Omogočajo tudi medknjižnično izposojo in kot kakovosten bibliografski center gradijo bibliografije raziskovalcev in strokovnih delavcev tudi za zunanje naročnike.

## Zaposleni
V knjižnici Fakultete za gradbeništvo in geodezijo je zaposlenih 5 strokovnih delavcev z ustrezno izobrazbo.
Vodja knjižnice mag. Teja Koler Povh je hkrati vodja založniške dejavnosti Fakultete za gradbeništvo in geodezijo in Komisije za tisk, kar je posebnost v primerjavi z ostalimi visokošolskimi knjižnicami. Na tak način je zagotovljeno visoko namensko in racionalno založništvo gradiva, ki ga uporabniki dejansko potrebujejo. Izdajajo nove učbenike in ponatise razprodanih učbenikov fakultete, izdanih v preteklosti.